# Moritz Kranich
Moritz Alexander Kranich (* 1980) ist ein professioneller deutscher Pokerspieler. Er gewann 2009 das Main Event der European Poker Tour und 2010 das Main Event der World Poker Tour.

## Pokerkarriere

### Online
Kranich spielte online die Single-Table-Turniere (Sit and Gos) und die großen Multi-Table-Turniere. Im September 2008 wurde er bei einem 1050 US-Dollar teuren Turnier der World Championship of Online Poker auf PokerStars Dritter, was ihm einen Gewinn von 77.000 US-Dollar einbrachte. Außerdem gewann Kranich ein 109 US-Dollar teures Sonntags-Rebuy-Turnier auf PokerStars, welches zu dieser Zeit von vielen Spielern als das schwierigste Turnier überhaupt angesehen wurde.

### Live
Kranich gewann 2009 als vierter Deutscher das Main Event der European Poker Tour (EPT) in Deauville und sicherte sich ein Preisgeld von über 850.000 Euro. Im Juli 2010 gewann er das Main Event der World Poker Tour im Hotel Bellagio am Las Vegas Strip für rund 875.000 US-Dollar. Er setzte sich am Final Table unter anderem gegen Phil Ivey durch und schlug im Heads-Up Justin Smith. Kranich wurde damit zum dritten deutschen WPT-Gewinner und zum ersten Deutschen, der das Double von EPT- und WPT-Titel schaffte. Im Oktober 2011 belegte er am Finaltisch des Main Events der World Series of Poker Europe in Cannes den dritten Platz für 550.000 Euro. Im November 2011 nahm er mit dem Deutschen Poker Sportbund am IFP Nations Cup für Deutschland teil. Mit dem Team, das u. a. aus Spielern wie Sebastian Ruthenberg, Sandra Naujoks oder Tobias Reinkemeier unter der Leitung von Stephan Kalhamer bestand, gewann Kranich den Titel. Sein bis dato letztes Live-Preisgeld gewann Kranich im Mai 2015 bei der Eureka Poker Tour in Hamburg.
Insgesamt hat sich Kranich mit Poker bei Live-Turnieren knapp 3 Millionen US-Dollar erspielt.